# Штучне освітлення рослин

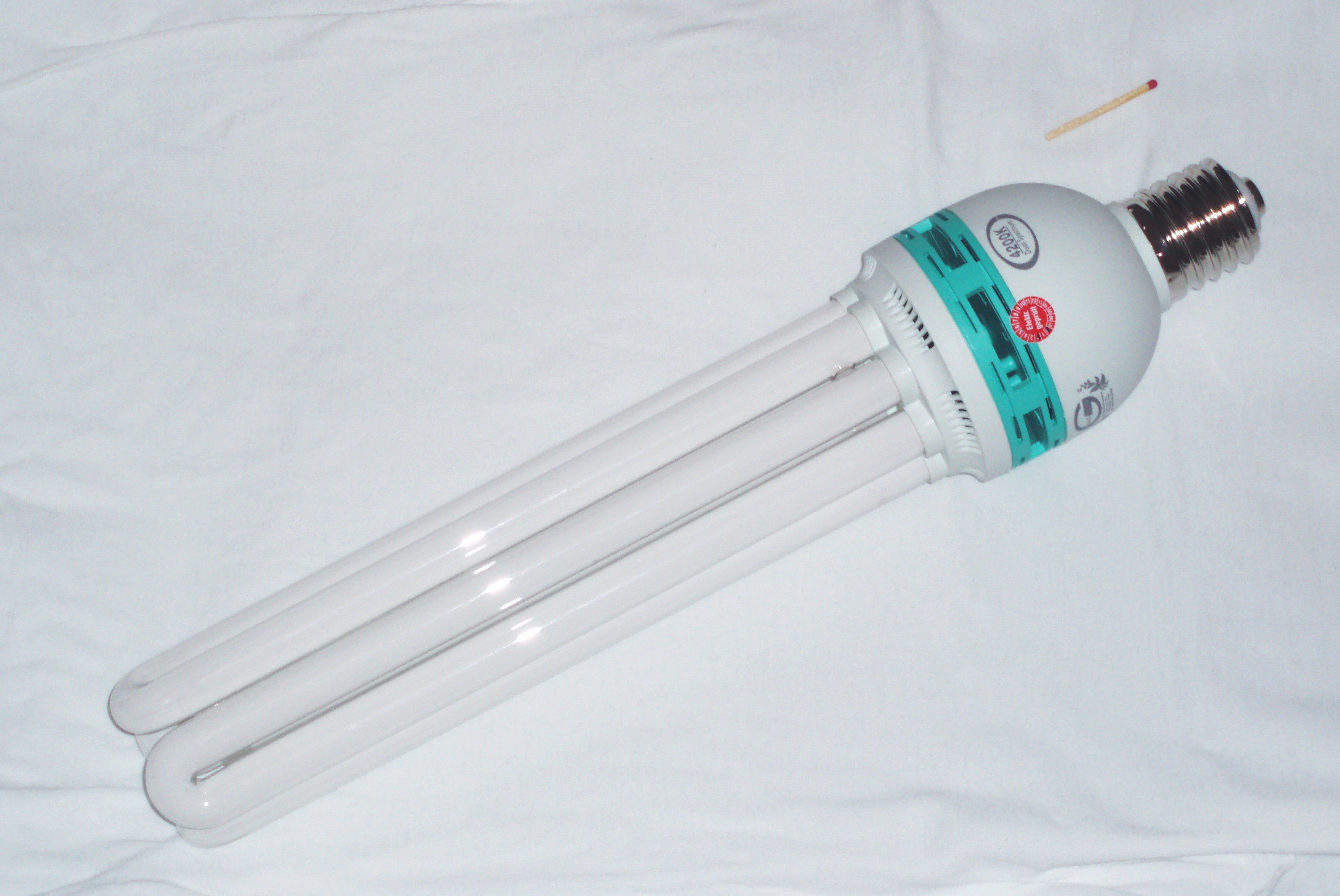
Подвійноспектрова компактна флуорисцентна лампа для підсвічування рослин. Довжина близько 40 см

Штучне підсвічування, зокрема фітолампи застосовуються для створення потрібних умов світлолюбним посівам, або у разі створення декоративних композицій із залученням рослин.
Для вирощування рослин під штучним освітленням здебільшого використовують електричні джерела світла, розроблені навмисно для заохочення росту рослин завдяки випромінюванню хвиль електромагнітного спектру, сприятливих для фотосинтезу. Джерела фітоактивного освітлення використовуються за цілковитої відсутності природного світла або його нестачі. Наприклад, у першій половині зими і в похмурі дні упродовж всього холодного півріччя, коли тривалості світлового дня недостатньо для зростання рослин, штучне освітлення дозволяє збільшити тривалість їх світлового опромінення.
Штучне освітлення повинне забезпечувати той спектр електромагнітного випромінювання, що рослини в природі отримують від Сонця, або, у разі неможливості його забезпечення — спектр тих кольорів, які потребує рослина на даному щаблі розвитку. Вуличні умови створюються не лише шляхом підбору колірної температури світла і його спектральних характеристик, але й за допомогою зміни яскравості світіння ламп. Залежно від виду вирощуваної рослини, її щаблю розвитку (проростання, зростання, цвітіння чи дозрівання плодів), а також поточного фотоперіоду потрібен особливий спектр, світлова віддача і колірна температура джерела світла.

## Застосування
Джерела штучного світла застосовуються у садівництві (лісовідновленні), під час озеленення приміщень, вирощування посівного матеріалу, у виробництві їжі (в тому числі гідропоніки й вирощування водоростей). Попри те, що більшість джерел фітоактивного світла розроблено для застосування у промислових масштабах, можливе їх застосування і в побуті.
Згідно закону обернених квадратів, інтенсивність світлового випромінювання спадає обернено пропорційно до квадрату відстані до джерела світла. Якщо, наприклад, відстань до лампи подвоїти, то інтенсивність світла, що досягає об'єкта, зменшиться вчетверо. Цей закон слугує серйозною перешкодою для садівників, тож багато зусиль вони мусять спрямовувати на поліпшення розповсюдження світла. Фермери використовують усілякі відбивачі, що дозволяють зосередити світло на невеликій площі, намагаються висаджувати саджанці якомога ближче один до одного, роблять усе для того, аби якомога значніша частина випромінювання потрапляла на площини листків, а не розсіювалася в просторі.
Джерелами світла можуть слугувати лампи розжарення, люмінесцентні лампи (ЛЛ), газорозрядні лампи (ГР), індукційні лампи, а також світлодіоди. Наразі професіонали здебільшого використовують газорозрядні і люмінесцентні лампи. У приміщеннях теплиць зазвичай встановлюють натрієві лампи високого тиску (НЛВТ) або металгалогенові (МГ) лампи, останні, щоправда, все частіше стали замінювати на люмінесцентні через їх вищу продуктивність та ощадливість.
Металгалогенові лампи часом використовують на першому (вегетативному) щаблі росту рослин, оскільки такі лампи випромінюють достатню кількість синього світла, що сприяє зростанню зеленої маси на перших порах розвитку рослини; водночас МГЛ мають найбільше випромінювання в околі жовтого кольору.
Натрієві лампи високого тиску (НЛВТ) використовуються на другому (репродуктивному) щаблі росту, оскільки їх випромінювання має червонуватий відтінок. Червоний спектр сприяє цвітінню й утворенню плодів. Якщо ж натрієві лампи використовувати під час вегетативного росту, рослини розвиваються й ростуть скоріше, але при цьому відстані між міжвузлями у них більші й загалом рослини виявляються вище. Рослина може витягнутися, а якщо й не буде яскраво вираженого витягування, то, наприклад, везти розсаду буде набагато складніше, якщо вона така росла.
Інколи тип лампи не міняють, а застосовують увесь час МГЛ з додаванням червоного спектру або НЛВТ з додаванням синього спектру.
Останнім часом з'явилися джерела фітоактивного освітлення на основі світлодіодів. Шляхом поєднання діодів різних кольорів отримують світильники, що годиться і під час вегетації, й у репродуктивний період. НАСА вже провело успішні експерименти з вирощування їжі в космосі послуговуючись світлодіодними світильниками.

### Світлодіоди

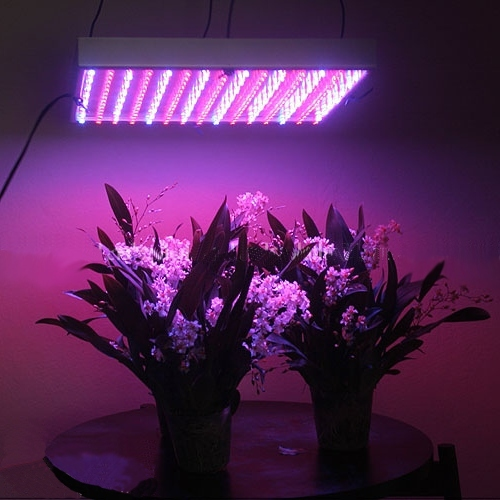
Бузковий відтінок світлодіодного фітоосвітлення

## Використовувані частини світлового спектру

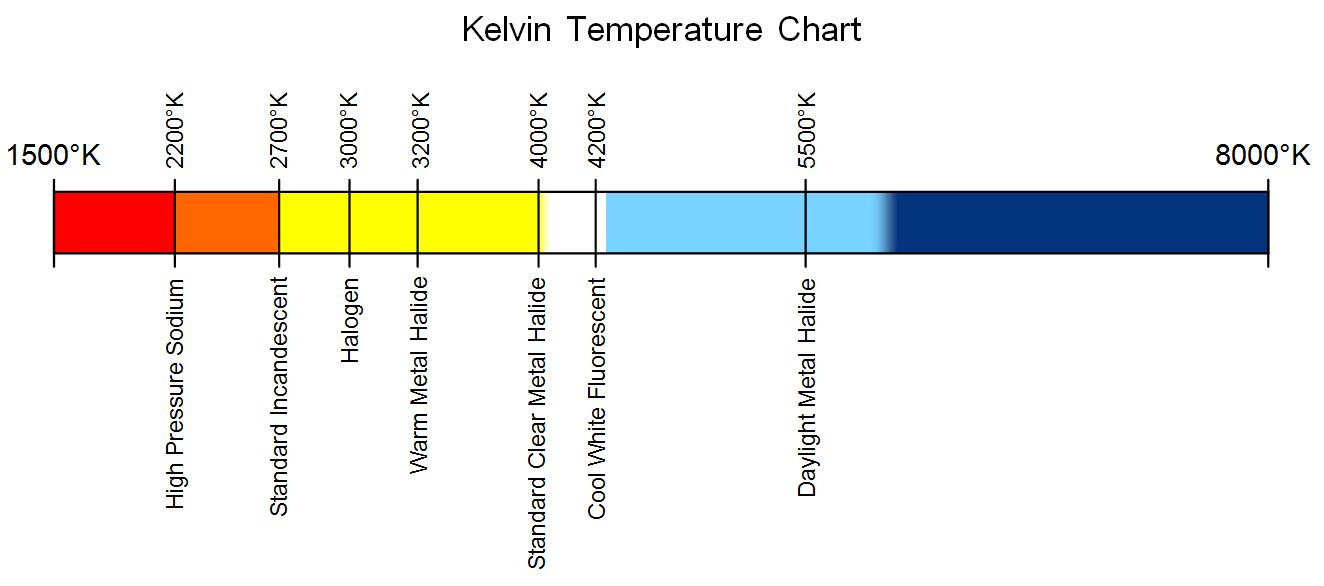
Колірні температури різних штучних підсвічувачів рослин

Природне денне світло має високу колірну температуру (приблизно 5000-5800 С). Колір видимого світла змінюється залежно від погоди і ВС (кута висоти Сонця), а також конкретних кількостей світла (у люменах), що пожвавлює фотосинтез. Відстань планети від Сонця, яка дещо змінюється залежно від пори року, мало впливає на сезонні зміни якості і кількості світла і обумовлену ними поведінку рослин під час цих сезонів. Вісь Землі не перпендикулярна до площини її орбіти навколо Сонця. У середині року Північний полюс нахилений у бік Сонця, але північна півкуля отримує майже прямі сонячних промені й довгий день, а Південна півкуля отримує косе сонячне світло під час короткого дня, до того ж косі промені мусять пройти більший шлях атмосферою, перш ніж досягнути поверхні Землі. У іншій половині року все відбувається навпаки. Колірна гама видимого світла, випромінюваного Сонцем, майже не змінюється, лише кількість (більше влітку і взимку менше) і якість в цілому світла, що досягає поверхні Землі. Індекс передавання кольору дозволяє порівнювати, наскільки впритул світло, відповідає природному кольору звичайного сонячного світла.
Різні проміжки росту рослин вимагають відмінних спектрів. Початкова вегетативна стадія вимагає синього спектру світла, тоді як пізніше під час цвітіння необхідніші промені з червоно-помаранчевого спектру.

Залежність поглинання світла від довжини хвилі

Здатність рослин поглинати світло змінюється залежно від біологічних видів і навколишнього середовища, однак взагалі вимірювання для якості світла, як це впливає на рослини в номінальної вартості, або фотосинтетично активної радіації (ФАР). Це вимірює корисну світлову енергію, одержувану рослиною, і окремі вимірювання стосуються спектрів синьої та червоної частини світлого спектру, відкидаючи при цьому частково зелені та жовті ділянки, з яких рослини зазвичай не здатні отримати вигоду.
Фотосинтетично активна радіація (PPFD) — частина сонячної радіації в межах від 400 до 700 нм, яка використовується рослинами для фотосинтезу. Ця ділянка спектру більш або менш відповідає області видимого випромінювання. Фотони із більш короткою довжиною хвилі несуть надто багато енергії, тому можуть пошкодити клітини (у випадку сонячного випромінювання вони відфільтровуються озоновим шаром у стратосфері). Кванти із великими довжинами хвиль несуть недостатньо енергії і тому не використовуються для фотосинтезу більшістю організмів.
Інтеграл денного освітлення (англ. Daily Light Integral, скор. DLI) — кількість фотосинтетично активної радіації, яку рослина отримує протягом дня. Являє собою функцію інтенсивності світла (миттєве світло: мкмоль·м−2·с−1) й часу (доби). Виражається як моль світла на квадратний метр у день, тобто моль·м−2·день−1